# Palatul Antal Nägele
Palatul Antal Nägele, cunoscut și ca Farmacia Kovács, este o clădire situată pe strada Dacilor, nr. 10 în cartierul Fabric din Timișoara. Face parte din Situl urban „Fabric” (I), monument istoric cod LMI TM-II-s-B-06096. A fost construit de farmacistul Antal Nägele pe locul unei farmacii mai vechi. Din 1917 a fost cumpărat de farmacistul Aladár Kovács, fiind și în prezent cunoscut drept „Farmacia Kovács”.

## Istoric
Pe locul unde a fost construit palatul, pe Fő utca (în limba română Strada Principală, azi Strada Dacilor nr. 10) nr. 44, funcționa încă din 1873 farmacia „Zur Heiligen Dreifaltigkeit” (în limba maghiară „Szentháromság gyógyszertár”, în limba română „La Sfânta Treime”) a farmacistului Franz (Ferenc) Hönig, care obținuse dreptul de a înființa farmacia printr-un concurs, la care au participat trei concurenți. Farmacia a aparținut succesiv mai multor farmaciști: Alexander (Sándor) Supp (1891–1893), Eduard (Ede) Feigl (1893–1894), Ernest (Ernő) Weinrich (Vida) (1894–1898), respectiv Ignác Neumann (Németh) (1898–1905). În 1905 Antal Nägele a cumpărat farmacia, iar în 1910 l-a angajat pe Henrik Telkes să realizeze clădirea actuală. Din 1916 farmacist a fost Dr. Aladár Kovács, care în 1917 a și cumpărat palatul de la Antal Nägele. De atunci datează denumirea sub care este cunoscut și astăzi, chiar dacă din 1930 și până în 1937 farmacist a fost István Böhm.

## Descriere
Palatul este o clădire cu două etaje în stilul anilor 1900, curentul Secession, situată pe colțul dintre străzile Dacilor și Timocului, având fațade pe ambele străzi. Intrarea în farmacie este pe colț și este încadrată de două basoreliefuri reprezentând figuri feminine care oferă mojare cu preparate farmaceutice. Deasupra intrării se înalță un turn cu trei frontoane, în vârful căruia este toiagul lui Esculap (dar cu doi șerpi încolăciți, o confuzie cu caduceul comună în epocă).

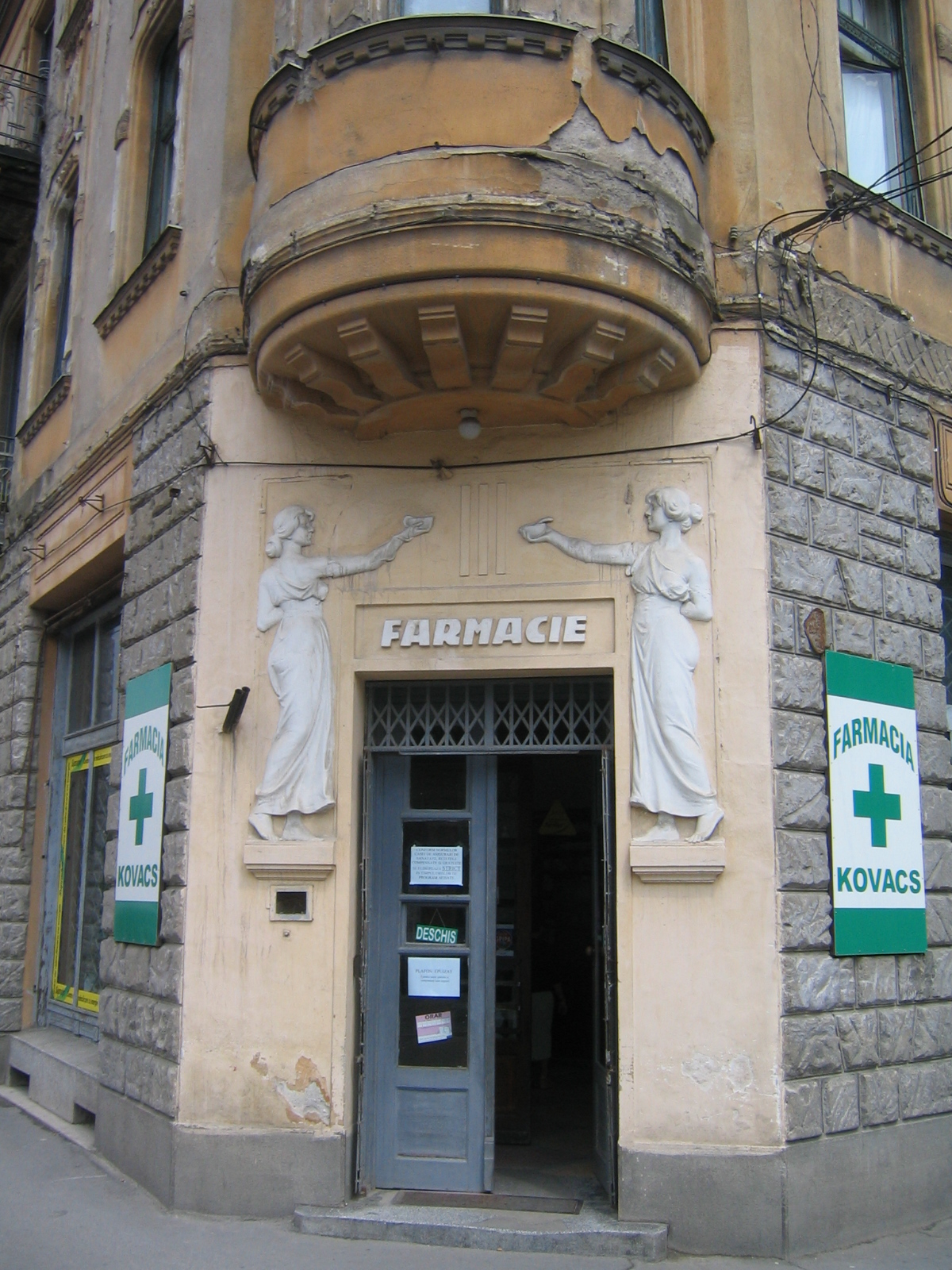
Intrarea farmaciei
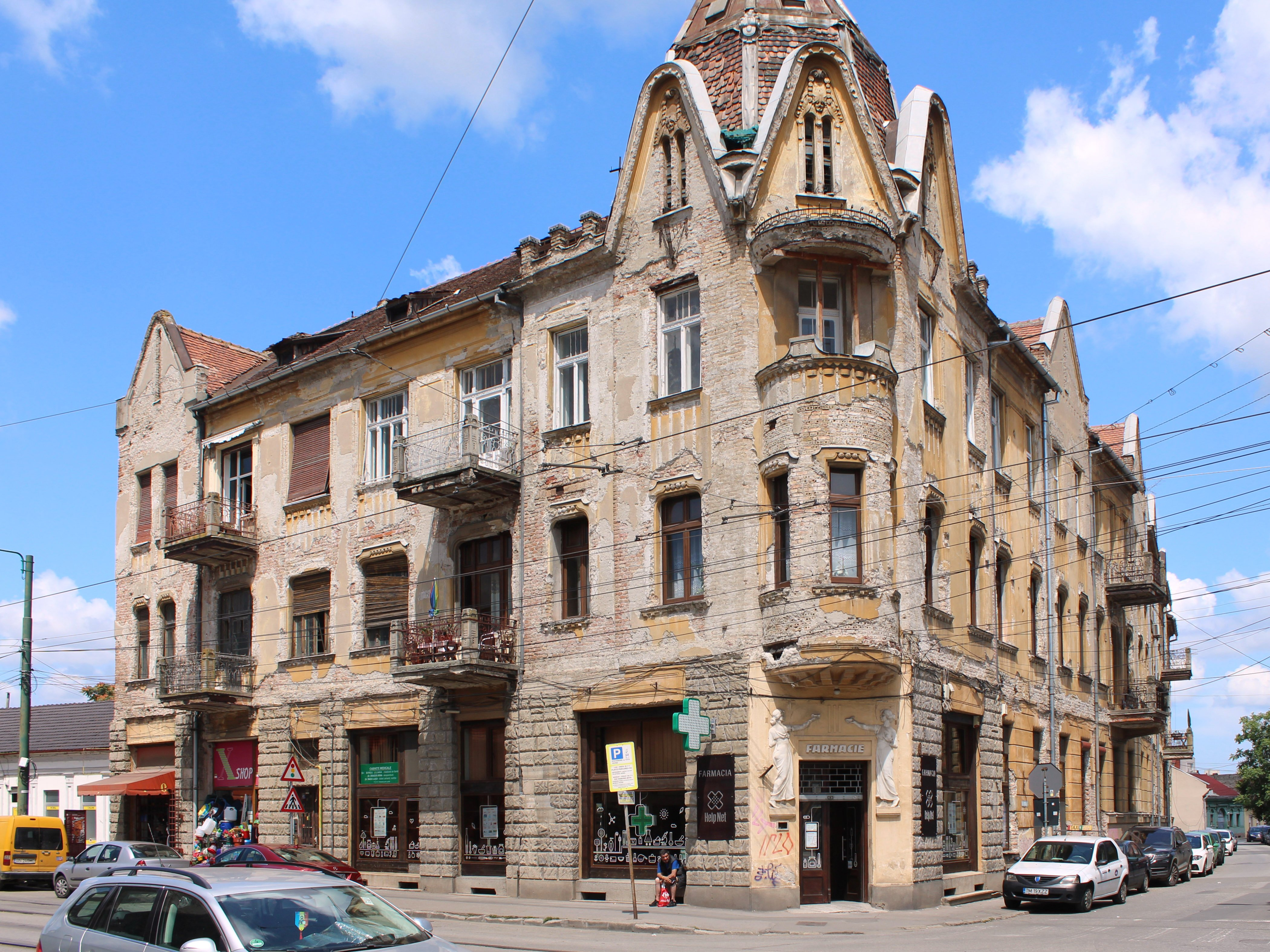
Fațadele palatului
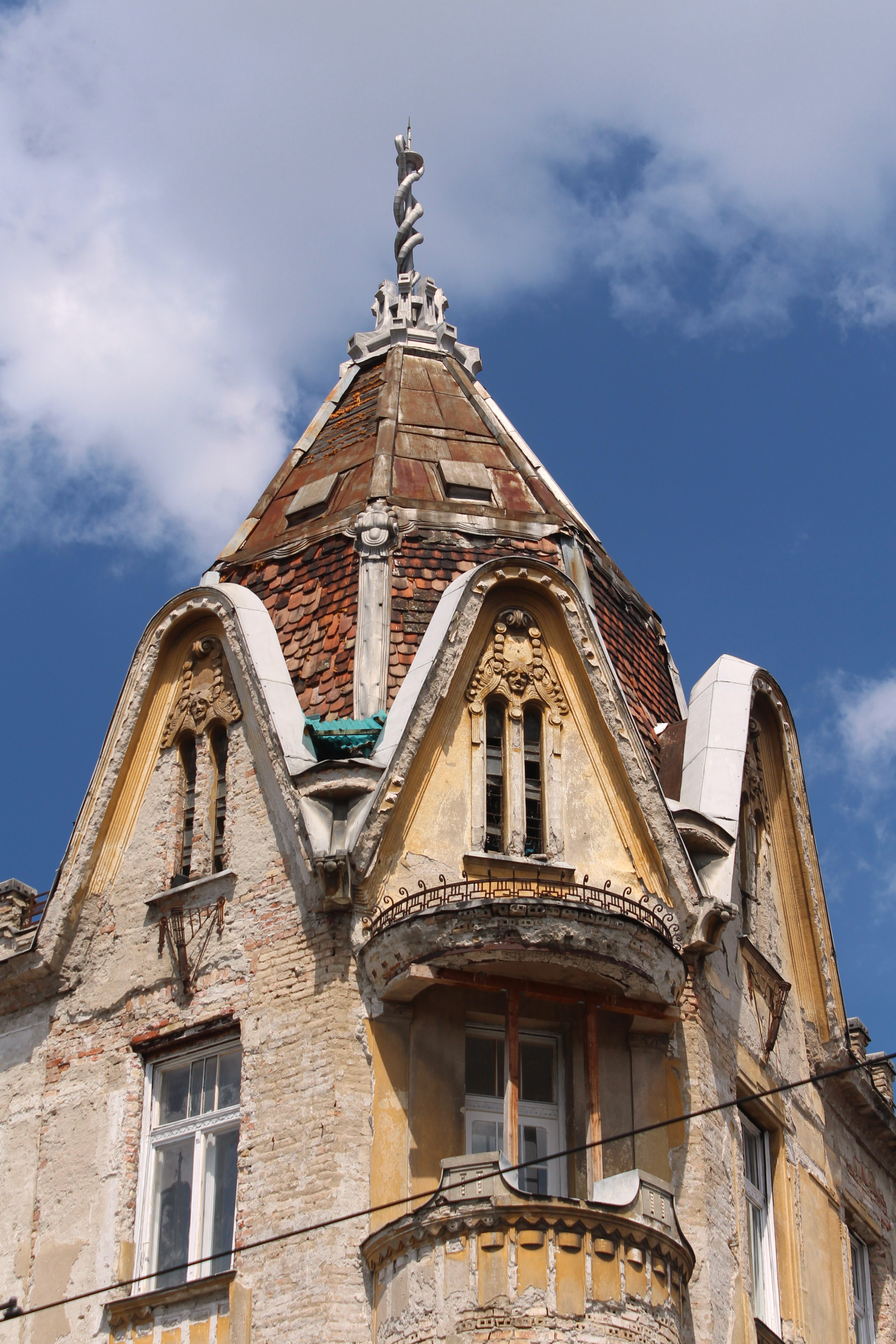
Turnul palatului

## Farmaciști

### Antal și Géza Nägele
Antal Nägele (1866, Tomnatic – ?, Budapesta), a obținut diploma de farmacist la Universitatea din Budapesta la 25 mai 1888. Din 1892 Antal Nägele se ocupa împreună cu Mátyás Remmel de băile de la Bogda. În 1905 a cumpărat farmacia „Zur Heiligen Dreifaltigkeit”, pe locul căreia a clădit în 1911 palatul care-i poartă numele. După ce în 1917 a vândut construcția, cu tot cu farmacia, a plecat la Budapesta, unde în 1923 a cumpărat de la Ferencz Kiss farmacia „Üdvözítő gyógyszertár” (în limba română Farmacia Mântuitorului), unde a profesat până în 1933 împreună cu fiul său, Géza.
Géza Nägele (10 octombrie 1894, Bogda – ?, Budapesta), a obținut diploma de farmacist la Universitatea din Budapesta la 14 iulie 1919. În 1921 a înființat farmacia Sfântul Ștefan din Macău. Din 1923 și până la naționalizarea sa, în 1950, a fost proprietarul farmaciei Üdvözítő gyógyszertár din Budapesta.

### Dr. Aladár Kovács
Dr. Aladár Kovács (26 octombrie 1886, Timișoara – ?) a fost fiul unui negustor. A studiat mai întâi dreptul și apoi farmacia la Budapesta. La 21 iunie 1910 a obținut diploma de farmacist, iar la 10 iunie 1911, titlul de doctor în farmacie. Apoi a practicat ca intern la Institutul de Farmacie. După ce s-a întors la Timișoara, la început a lucrat la farmacia „Arany Kereszt” (în limba română „Crucea de aur”) a lui István Geml. În 1916, a devenit independent și în 1917 a cumpărat farmacia „Zur Heiligen Dreifaltigkeit” din Fabric. A fost implicat activ în diferite activități caritabile locale.

### István Böhm
István Böhm a lucrat din 1929 în funcția de casier al Asociației Farmaciștilor din Transilvania și Banat, districtul Timișoara.